# Sam Christovam Sport Club
O Sam Christovam Sport Club é um clube brasileiro de futebol fundado em 3 de abril de 1927 e
extinto, da cidade de Fortaleza, capital do estado de Ceará.
Disputou o Campeonato Cearense de Futebol de 1932,[carece de fontes?] 1933 e 1934

## Títulos
- Campeonato Cearense - Série B: 1 (1931)

## Participações no Campeonato Cearense da Primeira Divisão
| Ano  | Posição |
| 1932 | 4º      |
| 1933 | 5º      |
| 1934 | 4º      |